# Robert Wilhelm Kolbe
Robert Wilhelm Kolbe ( * 10 de enero de 1882 - 9 de marzo de 1960 ) fue un algólogo finés.

## Algunas publicaciones
- 1926.  Studien über die Diatomeenflora des Sperenberger Salzgebiets (Estudios de la flora de Diatomeas en el área salina de Sperenberg)
- Wislouch, SM; RW Kolbe. 1927. Presice Matériaux sur la flore des diatomées du lac d'Onega. Ed. Institut d'État hydrologique

## Honores

### Epónimos
En su honor, se nombraron varias especies vegetales de alga y de angiospermas, como:
- diatomea Amphora kolbei  Aleem, 1950
- (Aizoaceae Drosanthemum kolbei (L.Bolus) G.D.Rowley, 1978
- (Aizoaceae Jacobsenia kolbei (L.Bolus) L.Bolus & Schwantes, 1954
- (Asteraceae Disparago kolbei (Bolus) Hutch., 1932
- (Rosaceae Rubus kolbei E.Barber, 1911

- La abreviatura «Kolbe» se emplea para indicar a Robert Wilhelm Kolbe como autoridad en la descripción y clasificación científica de los vegetales.[1]